# Lonchaea mcalpinei
Lonchaea mcalpinei är en tvåvingeart som beskrevs av Korytkowski 1971. Lonchaea mcalpinei ingår i släktet Lonchaea och familjen stjärtflugor.
Artens utbredningsområde är Peru. Inga underarter finns listade i Catalogue of Life.